# Kanton Pont-Aven
Der Kanton Pont-Aven war bis 2015 ein französischer Wahlkreis im Arrondissement Quimper, im Département Finistère und in der Region Bretagne; sein Hauptort war Pont-Aven.

## Gemeinden
Der Kanton umfasste vier Gemeinden:
| Gemeinde       | Bretonisch | Einwohner (2022) | Fläche (km²) | Code postal | Code Insee |
| -------------- | ---------- | ---------------- | ------------ | ----------- | ---------- |
| Moëlan-sur-Mer | Molan      | 6.763            | 47.30        | 29350       | 29150      |
| Névez          | Nevez      | 2.721            | 25.37        | 29920       | 29153      |
| Pont-Aven      | Pont-Aven  | 2.796            | 28.63        | 29930       | 29217      |
| Riec-sur-Bélon | Rieg       | 4.374            | 54.64        | 29340       | 29236      |
| Kanton         | Pont-Aven  | 16.670           | 155.94       | -           | 2932       |

## Bevölkerungsentwicklung
| 1962   | 1968   | 1975   | 1982   | 1990   | 1999   | 2006   | 2012   |
| ------ | ------ | ------ | ------ | ------ | ------ | ------ | ------ |
| 17.868 | 17.379 | 16.880 | 16.555 | 16.215 | 16.026 | 16.528 | 16.670 |